# Société d'ethnologie et de folklore du Centre-Ouest
La Société d'ethnologie et de folklore du Centre-Ouest (SEFCO) est une société savante française de Saint-Jean d'Angély (Charente-Maritime) qui se consacre à l'étude du patrimoine historique des départements de la Charente, de la Charente-Maritime, des Deux-Sèvres, de la Vienne et de la Vendée.

## Historique
Fondée en 1962, la Société a pour mission de recueillir, conserver et défendre le patrimoine culturel, artistique, ethnologique et linguistique des anciennes provinces de Poitou, Aunis, Saintonge et Angoumois (ancienne région Poitou-Charentes et département de la Vendée).
L'éditorial du dernier numéro de la revue de la SEFCO revient sur l'historique de la création de la société : "Avec la publication de ce dernier numéro de notre revue, il nous semble utile de faire un ultime retour sur ce que fut la SEFCO depuis sa création. En 1962 on commence alors à parler de régionalisation et la zone d'entre Loire et Gironde se cherche une identité. Les trois départements du "Poitou historique", semblent, avec l'Aunis, la Saintonge et l'Angoumois devoir constituer une région... Il n'en sera rien: la Vendée sera rattachée aux "Pays de Loire" et le Poitou-Charentes se fera sans le Bas-Poitou. Qu'à cela ne tienne, les considérations historiques et linguistiques feront pour nous l'unité : la SEFCO fédère les anciennes provinces du Centre-Ouest qui ont en commun au moins une solide base linguistique."

## Objectifs et action de la société
La Société a un temps un effectif d'environ mille adhérents sur cinq départements.
Son siège est à la Maison de Jeannette, située à Saint-Jean-d'Angély (Charente-Maritime).
Elle a publié jusqu'en 2016 la revue bimestrielle Aguiaine, qui encarte, depuis 1966, l'ancien journal patoisant Le Subiet, fondé en 1901 par Octave Daviaud, un imprimeur de Matha. Le numéro 299 de 2016 annonce la fin de la revue :"A notre grand regret, les finances de la SEFCO, ne permettront pas la publication des revues habituelles Aguiaine - Le Subiet en 2017. Ceci est donc le dernier numéro."
En conjuguant les efforts de recherches lexicographiques de ses groupes "glossaire" départementaux, elle a permis l'élaboration puis l'édition d'un dictionnaire monumental : Ulysse Dubois, Jacques Duguet, Jean-François Migaud, Michel Renaud, Glossaire des parlers populaires de Poitou, Aunis, Saintonge, Angoumois, SEFCO, tome 1 : 1992, tome 2 : 1993, tome 3 : 1994, tome 4 : 1999; puis : Michel Renaud, Ulysse Dubois, James Angibaud, Lexique français/poitevin-saintongeais, SEFCO, 2004. Ces glossaires sont orthographiés dans la seconde version de l'orthographe de la SEFCO.
Elle a publié dans "Aguaine" nombre de travaux linguistiques sur le saintongeais et/ou le  poitevin émanant en particulier de Pierre Bonnaud, Freddy Bossy et Jacques Duguet.
Elle a publié dans "Le Subiet" des textes d'auteurs d'expression saintongeaise de Charente-Maritime, Charente et Nord Gironde (Gironde saintongeaise), aussi bien que des textes d'auteurs d'expression poitevine du nord des Charentes, de la Vienne, des Deux-Sèvres, de la Vendée, et du Pays de Retz (sud Loire Atlantique de parler poitevin).